# Ламберсар
Ламберса́р (фр. Lambersart) — коммуна во Франции, регион О-де-Франс, департамент Нор, округ Лилль, центр одноименного кантона. Пригород Лилля, примыкает к нему с северо-запада, в 4 км от центра города. Лилль и Ламберсар разделяет судоходный канал Дёль.
Население (2017) — 27 649 человек.

## История
Население Ламберсара стало быстро расти с начала 2000-х годов, когда многие бизнесмены переехали сюда из Лилля. Территории, прилегающие к Дёлю, и окружающие живописные места приобрели большую популярность. В отличие от многоэтажного Лилля, здесь преобладает малоэтажная застройка.

## Экономика
Структура занятости населения:
- сельское хозяйство — 0,3 %
- промышленность — 8,9 %
- строительство — 5,7 %
- торговля, транспорт и сфера услуг — 44,6 %
- государственные и муниципальные службы — 40,4 %

Уровень безработицы (2017) — 9,7 % (Франция в целом — 13,4 %, департамент Нор — 17,6 %). 

Среднегодовой доход на 1 человека, евро (2017) — 23 640 (Франция в целом — 21 110, департамент Нор — 19 490).

## Демография
Динамика численности населения, чел.

## Администрация
Пост мэра Ламберсара с 2020 года занимает Николя Буш (Nicolas Bouche). На муниципальных выборах 2020 года возглавляемый им центристский список победил во 2-м туре, получив 55,83 % голосов.
| Период | Период | Фамилия             | Партия                                   | Примечания                                                |
| ------ | ------ | ------------------- | ---------------------------------------- | --------------------------------------------------------- |
| 1973   | 1988   | Жорж Дельфос        | Центр социал-демократов                  | депутат Национального собрания                            |
| 1988   | 2004   | Марк-Филипп Добресс | Союз за народное движение                | депутат Национального собрания, государственный секретарь |
| 2004   | 2005   | Жак-Ив Вамберг      | Союз за народное движение                | специалист-оценщик                                        |
| 2005   | 2017   | Марк-Филипп Добресс | Союз за народное движение, Республиканцы | депутат Национального собрания, министр, сенатор          |
| 2017   | 2020   | Кристиан Кригер     | Республиканцы                            | пенсионер                                                 |
| 2020   |        | Николя Буш          |                                          | психиатр                                                  |

## Города-побратимы
- Фирзен, Германия
- Саутборо, Великобритания
- Канев, Украина

## Ссылки

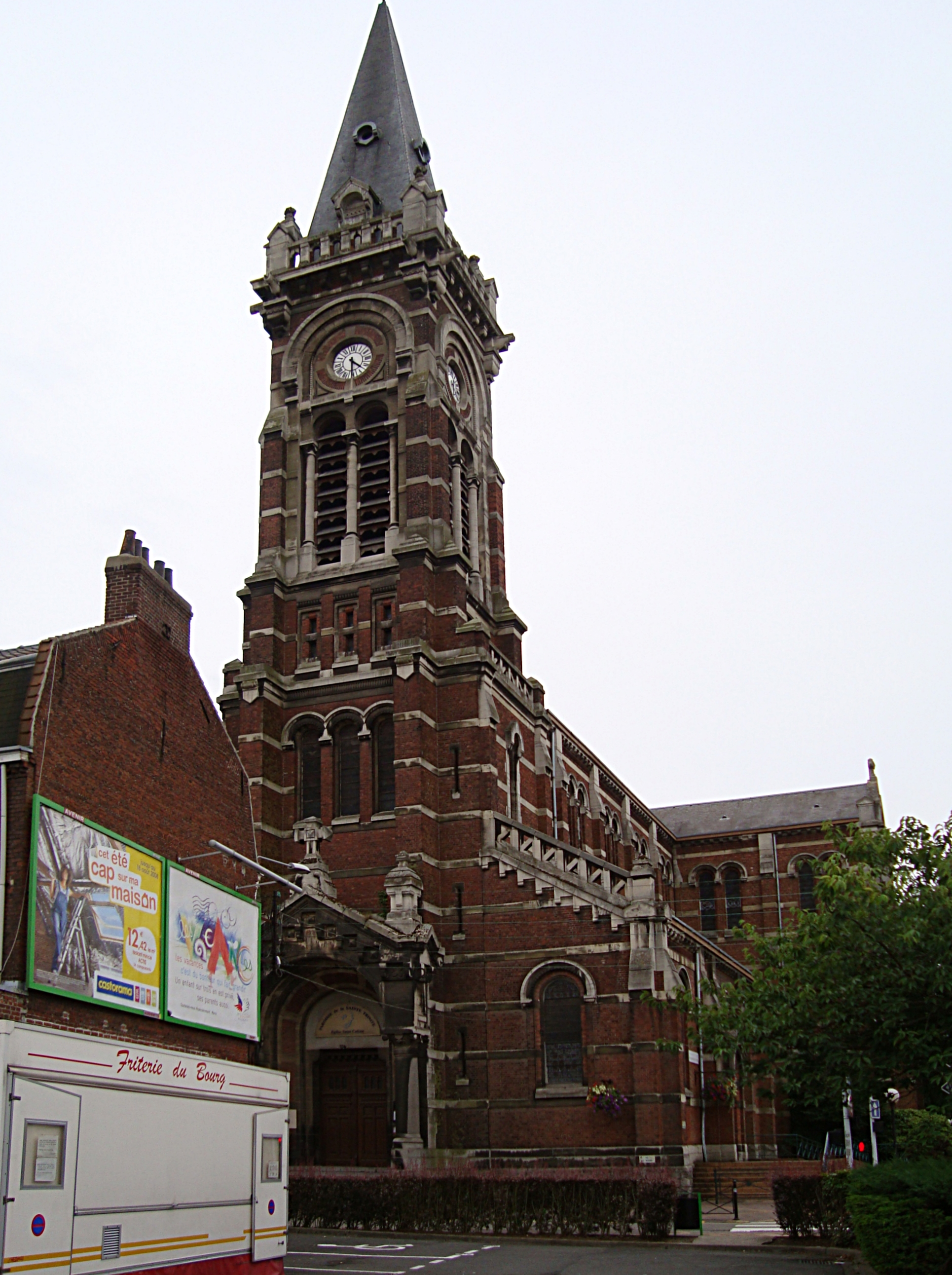
Церковь Святого Каликста
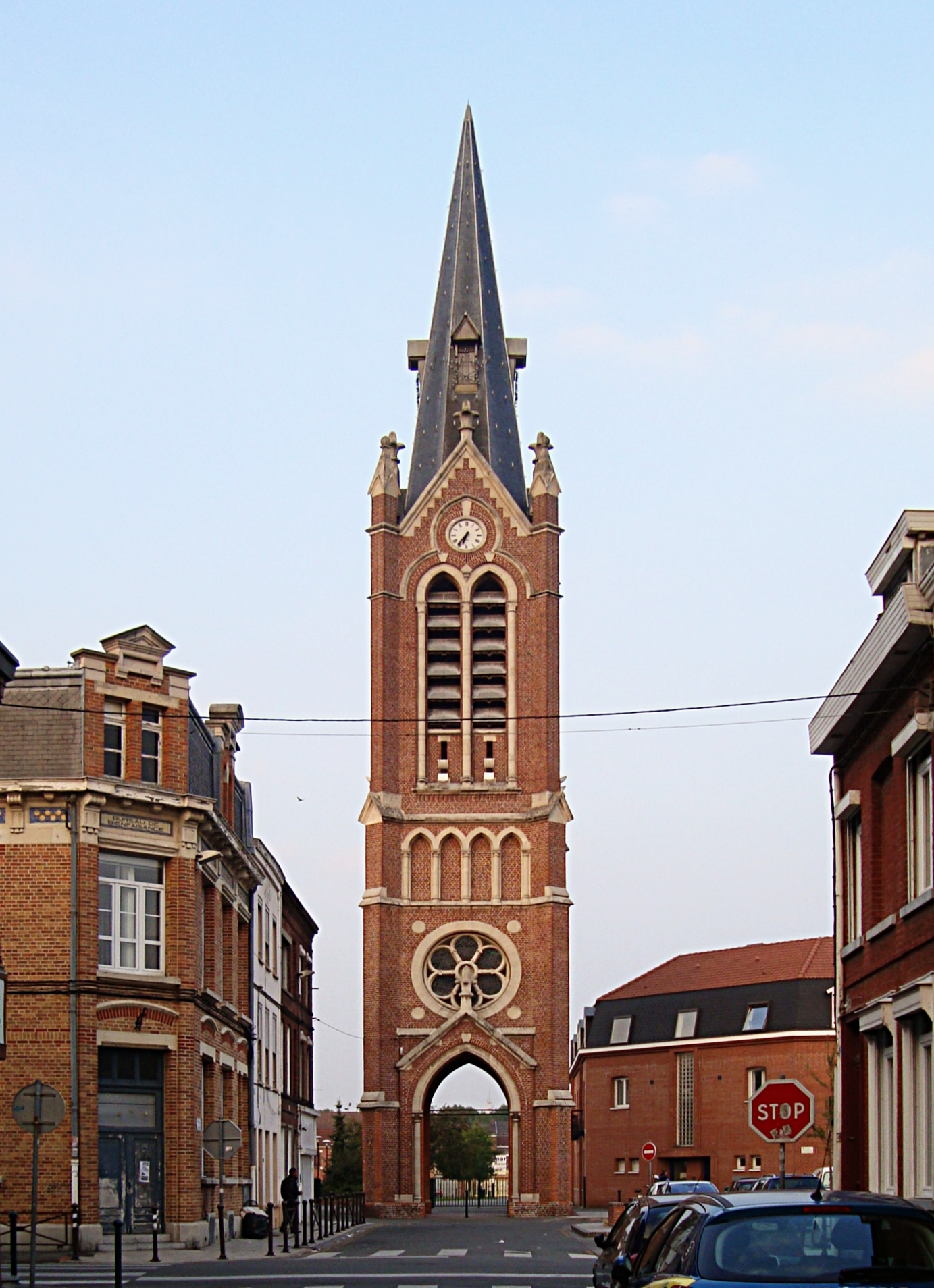
Церковь Гроба Господня
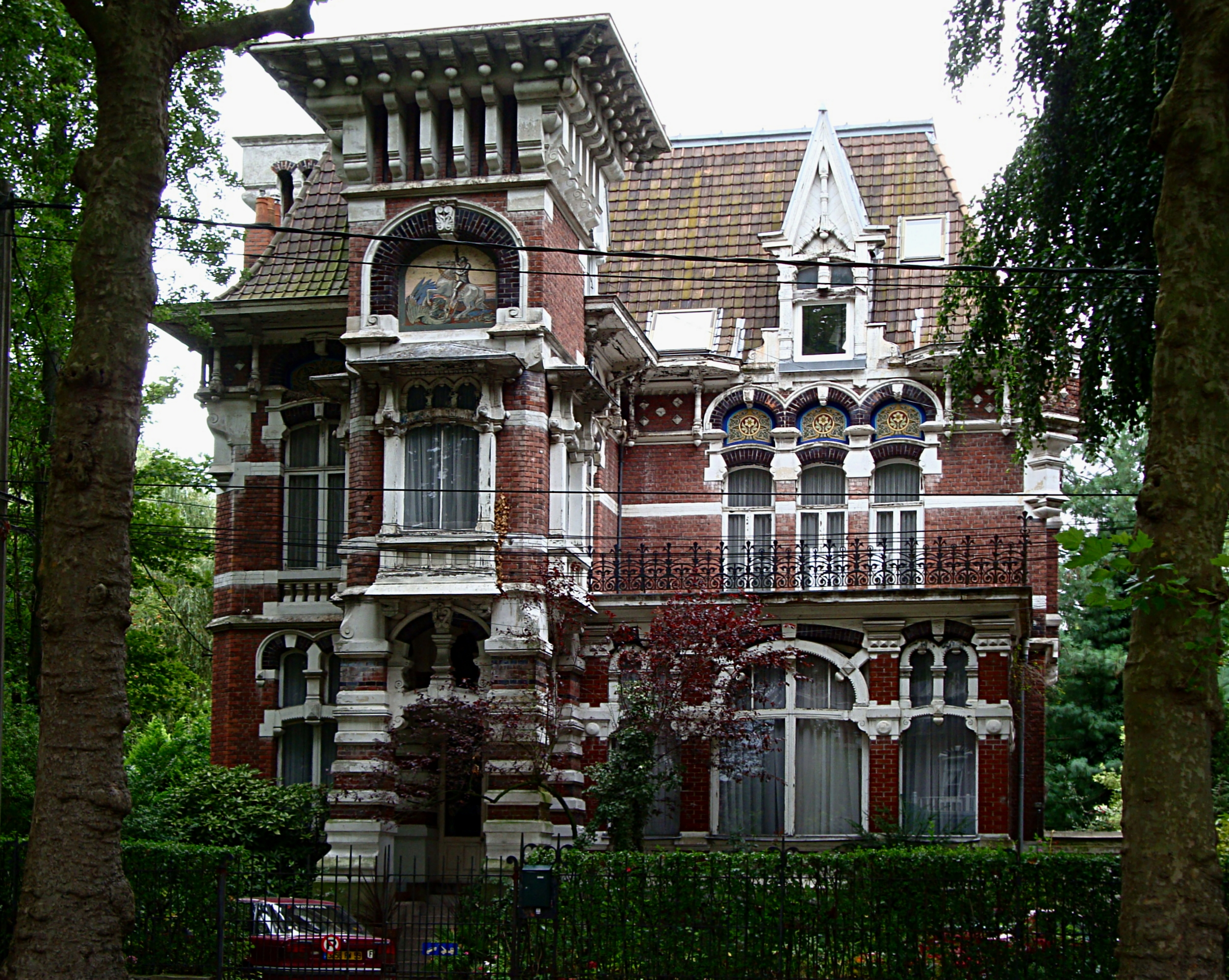
Вилла Сен-Жорж
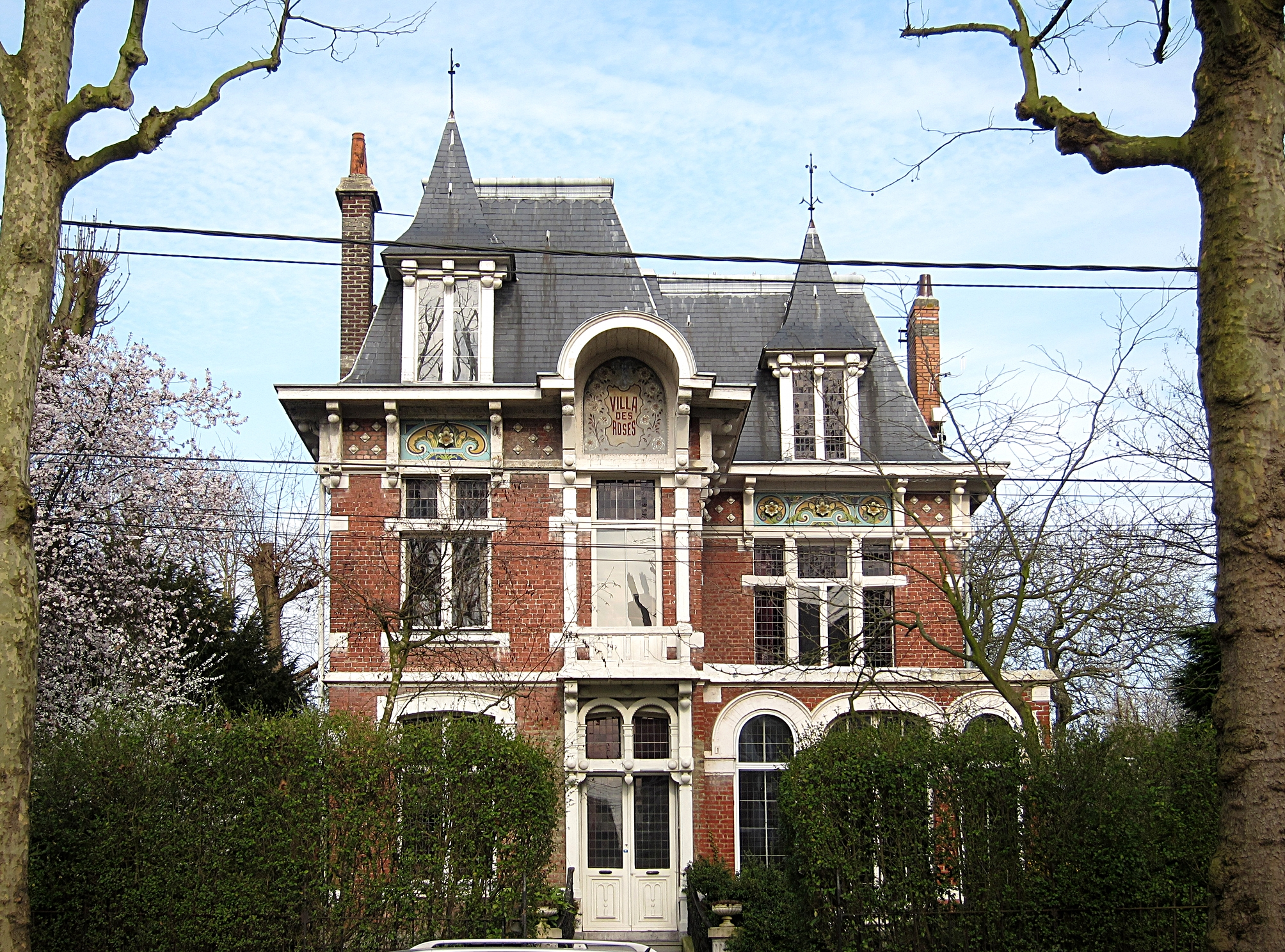
Вилла роз
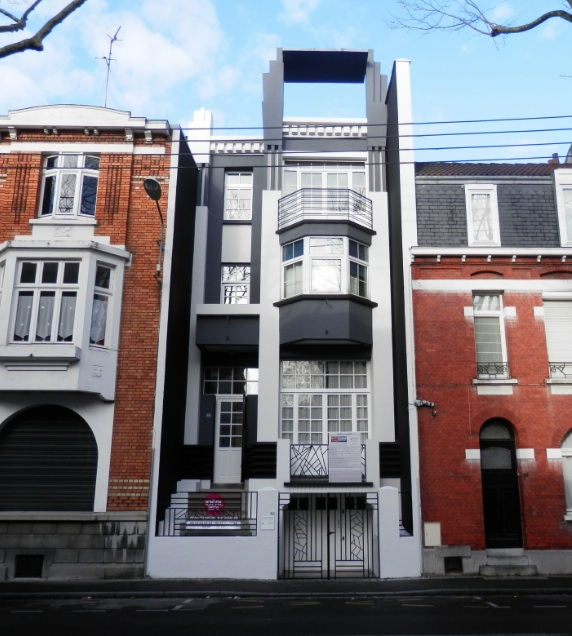
Дом в стиле арт-деко